# Аллада (держава)
Аллада — африканське державне утворення на узбережжі Західної Африки. Відома також як Велика Ардра.

## Історія
Внаслідок міграції народжу аджа з області Тадо уздовж річки Моно на узбережжі засновано місто Ардра. Надалі утворився великий союз, звідки походить назва Велика Ардра. На чолі були представники племені фон. Близько 1610 Хунунгунгу з племені аджа, повалив правлячу династію, захопивши владу. Але вже до 1620 року помер. 
Троє братів або синів Хунунгунгу — Кокпон, До-Аклін і Те-Агданлін — розділили Велику Ардру між собою: Кокпон взяв основні землі Великої Ардри, До-Аклін заснував Абомей і державу Дагомею, третій брат заснував Малу Ардру.
Згодом держава стала називатися все частіше за назвою нової столиці — Аллада, хоча інколи все ще використовувався термін Велика Ардра. Спочатку була гегемоном над Малою Ардрою і Дагомеєю. Найбільше піднесення припадає на 1680—1690 роки. В цей час відбуваються посольства з Аллади до Іспанії, Португалії й Франції.
Втім внаслідок втручання португальців, що активно допомагали Малій Ардрі і Дагомеї, ахосу Аллади (Великої Ардри) втратили вплив на ці землі. Натомість Португалія встановила тут протекторат. Аллада надалі вела війни проти Малої Ардри, Уйди і Дагомеї. 
Не в змозі протидіяти ворогам на початку XVIII ст. було укладено союз з державою Ойо. Втім 1724 року Аллада зазнала поразки у війні з Дагомеєю. її столицю захоплено, а 8 тис. мешканців продано як рабів (один з них став предком національного героя Гаїті Туссена Лувертюра. З цього часу Аллада увійшла до складу Дагомеї.
1894 року французька адміністрація після підкорення Дагомеї відновила самостійний статус Аллади, надавши нащадкам Кокпона титул короля. Ці церемоніальні королі дотепер діють у Беніні. З 1992 року ним є Кропегбе Джигла.

## Володарі (ахосу)
- Ахолуху (1440—1445)
- Де Нуфіон (1445—1458)
- Дассу (1458—1470)
- Дасса (1470—1475)
- Аджакпа (1475—1490)
- Єссу (1490—1495), вперше
- Азотон (1495—1498)
- Єссу (1498—1510), вдруге
- Аконде (1510—1520)
- Амаму (1520—1530)
- Агагнон (1530—1540)
- Агбангба (1540—1550)
- Хуезе (1550—1560)
- Агбанде (1560—1580)
- Кін-На (1580—1585)
- Мінджи (1585—1587)
- Аколі (1587—1590)
- Копон 1590—1610, регент
- Хунунгунгу (1610—1620)
- Кокпон (1620—?)
- Токсон (?—1660)
- Тезіфон (1660—1680)
- Ґбагве (?)

## Економіка
Основу становила работоргівля, частково землеробство й рибальство. З 1640 до 1690 року з портів Аллади було вивезено 125 тис. рабів, при цьому найбільший вивіз припав на 1680-ті роки. Спочатку головним торгівельним партнером були португальці, згодом до них доєдналися голландці. Втім поступово центри работоргівлі було переміщено до портів Дагомеї.
Тривалий час торгівці Аллади були посередниками в торгівлі між Ойо та європейськими компаніями. В останніх купували залізо, корали, шкіри, оброблені золотом, різні тканини, мідні кубки та бронзові браслети, венеціанські намиста, різнокольоровий бісер, агати, капелюхи, дзеркала, спиртні напої, порох, мушкети, позолочені тесаки і великі парасолі.